# كريستيان دومينغيز باريوس
كريستيان دومينغيز باريوس (بالإسبانية: Cristian Domínguez Barrios)‏ هو لاعب كرة قدم إسباني في مركز حراسة المرمى، ولد في 27 أغسطس 1982 في مدريد في إسبانيا. شارك مع منتخب إسبانيا لكرة الصالات. أما مع النوادي، فقد لعب مع نادي برشلونة لكرة القدم داخل الصالات.

## وصلات خارجية
- كريستيان دومينغيز باريوس على موقع الاتحاد الأوربي (الإنجليزية)